# ميكانيكا إحصائية

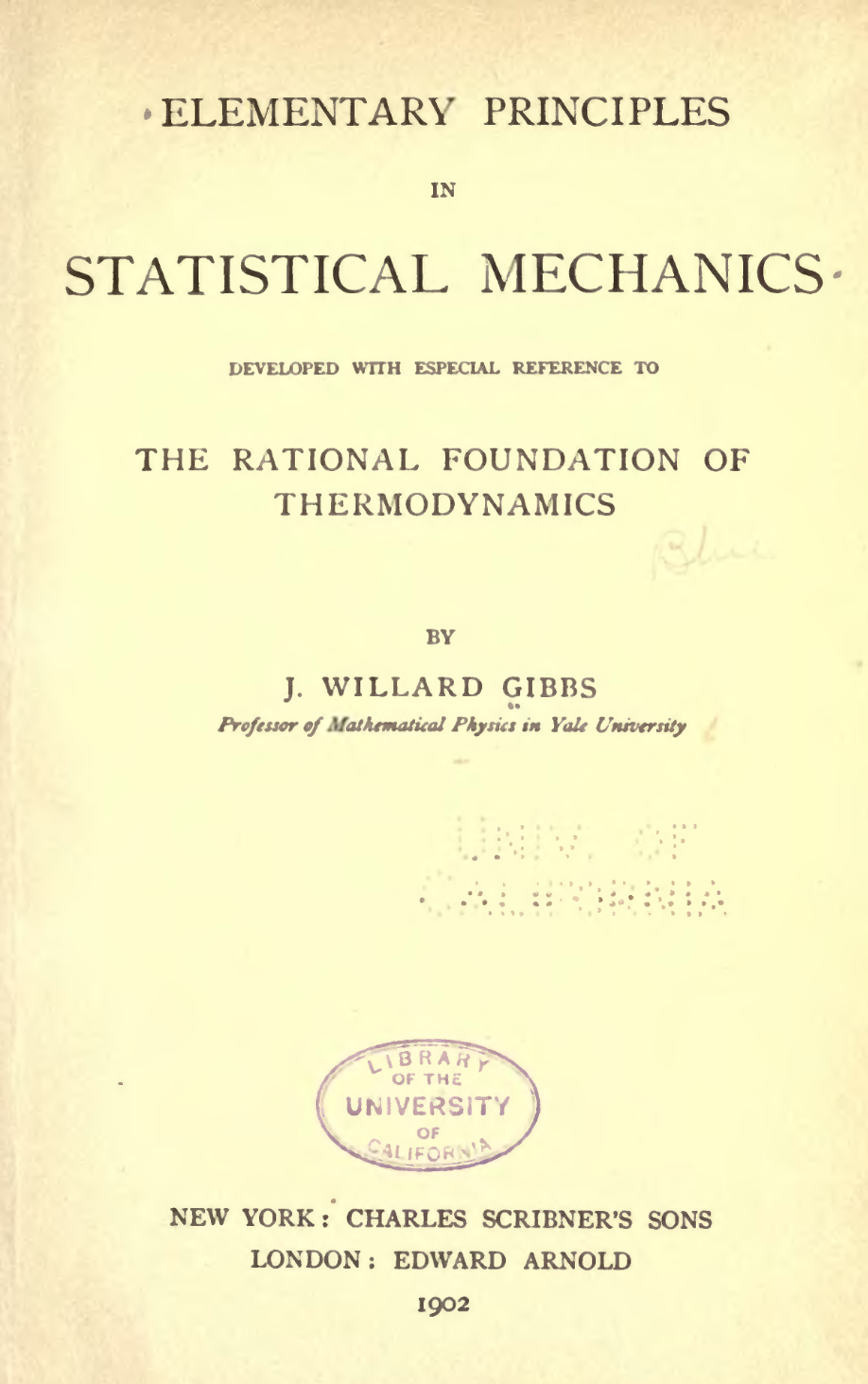
صفحة الغلاف "المبادئ الأولية في الميكانيكا الإحصائية" بقلم J. Willard Gibbs

الميكانيكا الإحصائية أو الثرموديناميكا الإحصائية أو علم إحصاء الحركة هي تطبيق لنظريات الإحصاء، الذي يتألف من مجموعة أدوات رياضية للتعامل مع التجمعات الضخمة، ضمن مجال الميكانيكا الذي يهتم بحركة الجسيمات أو الأجسام عند خضوعها لقوى خارجية. لذلك تؤمن الميكانيكا الإحصائية إطارا لربط الخواص المجهرية للذرات والجزيئات مع الخواص الظاهرة (الجهرية) للمواد المدروسة. فهي تقوم بتفسير التحريك الحراري على أنه نتيجة للإحصاء (توزيع الذرات والجزيئات في نظام طبقا لحالاتها الطاقية المختلفة) مع استخدام الميكانيكا بجانبيها (الكلاسيكي والكمي).
الميكانيكا الإحصائية هي تطبيق نظريات الإحصاء التي تتضمن أدوات رياضية للتعامل مع التجمعات الكبيرة، في فروع الفيزياء التي تتعامل مع حركة أعداد كبيرة من الأجسام أو الجزيئات عند تعريضها لقوى معينة. فهي تدرس مستويات الطاقة المختلفة لعدد كبير من الذرات والجزيئات التي تتوزع عليها طاقات
الذرات والجزيئات في نظام معين (مثل توزيع الطاقة في حجم غاز عند درجة حرارة معينة وضغط معين مع أخذ التركيب الهندسي للذرات في جزيء في الحسبان).
تشكل الميكانيكا الإحصائية اطارا يربط الخواص المجهرية للجزيئات مع الخواص الجهرية للمواد التي تتألف أساسا من هذه الجزيئات مما يعطينا فكرة جيدة عن أصل الخواص المواد التي نراها يوميا في الحياة العادية.
أحد أهم فروعه هو الديناميكا حرارية (الثرموديناميك Thermodynamics) الذي يعتبر نتيجة لعلمي الإحصاء والميكانيكا (الكلاسيكي منه والكمي).

## تطبيقات
من الأمثلة البسيطة لتطبيق الميكانيكا الإحصائية نجده في دراسة حالة الغازات واستنباط قانون الغازات المثالية ومعادلة فان دير فالس للغازات. في تلك الحالة توصف حالة النظام على كونه مكون من جسيمات متماثلة تماما.
وفي حالة جسيمات لها صفات تغيرها عن بعضها البعض (تلك صفات كمومية تصفها ميكانيكا الكم بدقة) نجد أنه مثلا في درجات الحرارة المنخفضة جدا يمكن للإحصاء التنبؤ بحدوث ظواهر خاصة، لا يحصرها الإحصاء الكلاسيكي العادي. فمثلا بالنسبة إلى نظام مكون من جسيمات بوزونات لها عزم مغزلي كعدد صحيح نجد أن إحصاء بوز-أينشتاين يصف هذا النظام بدقة. فعند درجة حرارة حرجة ووجود قوة نووية ضعيفة بين الجسيمات تظهر ظاهرة عجيبة، حيث يتخذ عدد كبير من الجسيمات الحالة القاعية (أي حالة أقل طاقة لها ممكنة)، وتظهر في حالة تسمى مكثف بوز-أينشتاين.
وفي الأنظمة التي تتكون من جسيمات لها عزم مغزلي مساويا 1/2 فنجد انها تتبع إحصاء فيرمي-ديراك. وفي تلك الأنظمة تتوزع الجسيمات (مثل توزيع الإلكترونات في مدارات الذرة) بحيث يرتبط كل إلكترون بزميل له في المدار بحيث يكون عزمهما المغزلي معكوسا، هذا ما تحدده قاعدة باولي. فإذا أضيف إلكترونا ثالثا فهو يلجأ إلى مدار أعلى من مدار الإلكترونين التحتيين. وهكذا يتبع شغل مدارات الذرات الأثقل من الليثيوم (يحتوي على 3 إلكترونات) التي تحتوي على 4 أو 5 أو 6 إلكترونات وغيرها، فهي تشغل مستويات طاقة أعلى، وهكذا. و يوجد حد أعلى للطاقة تشغله إلكترونات وهي تسمى طاقة فيرمي. وتحدد طاقة فيرمي خواص حرارية للفلزات ولأشباه الموصلات.
ولا تقتصر نماذج الميكانيكا الإحصائية فقط على تعيين مكان وكمية حركة الجسيمات في نظام معين، ولكنها تنطبق أيضا على الخصائص المغناطيسية وغيرها. وهنا يلجأ الفيزيائي إلى افتراض نموذج يقوم بحسابه ثم يقارن نتائجه بما تأتي به القياسات المعملية، فقد يحدث تطابق بين الحسابات ونتائج التجربة فيكون النموذج الذي اختاره الفيزيائي سليما ومطابقا للحقيقة. وإذا لم تنطبق حسابات النموذج على نتائج التجربة فيكون النموذج خاطئا أو غير كاملا، إذ أن نتائج التجربة هي المرجع.